# Горизонт (фотоаппарат)
«Горизо́нт» — семейство панорамных фотоаппаратов производства ОАО «Красногорский завод им. С. А. Зверева» (КМЗ). Выпуск первого малоформатного «Горизонта» был начат на КМЗ в 1967 году и продолжался по 1973 год. Всего выпущено 49849 шт.

## Особенности конструкции
«Горизонт» не был первым панорамным фотоаппаратом, выпущенным в Красногорске. Первым опытом стало семейство фотоаппаратов «ФТ», разработанное на основе конструкции, предложенной в 1948 году оружейником Фёдором Токаревым. Однако, из-за несовершенства камера выпускалась лишь небольшими партиями. Её серийное производство запущено только благодаря получению руководителем КБ фототехники Евгением Соловьёвым разрешения на использование для создания «Горизонта» спец-объектива «ОФ-28», разработанного для миниатюрного фотоаппарата для негласного визуального наблюдения и документирования «МФ-1».
Конструктивно фотоаппарат использует сканирующий принцип съёмки при помощи барабанного щелевого затвора. Объектив установлен внутри вращающегося полого цилиндра, ось которого проходит через нодальную точку. Фотоплёнка располагается по дуге вокруг барабана. В момент съёмки барабан вместе с объективом поворачивается, сканируя расположенное перед фотоаппаратом пространство в пределах угла 120°, и экспонируя плёнку через щель. Регулировка выдержки обеспечивается изменением ширины щели за объективом. В более поздних модификациях для регулировки выдержки используется также изменение скорости вращения барабана и прохождения щели вдоль кадра. Сочетание четырёх или трёх положений раскрытия щели и двух скоростей даёт в сумме восемь или шесть выдержек (в модифицированных «Горизонтах»).

## Технические характеристики
- Корпус металлический, с откидывающейся задней стенкой.
- Применяемый фотоматериал — фотоплёнка типа 135 в стандартных кассетах. Для облегчения зарядки на задней стенке изнутри имеется схема.
- Размер кадра 24×58 мм. Число кадров на стандартной (1,65 м) фотоплёнке — 21. Снимки можно печатать на среднеформатном фотоувеличителе с размером кадра 6×6 см[7].
- Взвод затвора (головкой) сблокирован с перемоткой плёнки.
- Счётчик кадров с ручной установкой первого кадра.
- Объектив — фикс-фокус, светосильный четырёхлинзовый анастигмат «MC ОФ-28П» 2,8/28. Объектив установлен внутри барабана, и при съёмке поворачивается вместе с ним вокруг нодальной точки на угол 120°[7]. Вертикальный угол охвата объектива 45°.
- Фотоаппарат комплектуется светофильтрами УФ-1 и ЖЗ-2 в специальной оправе.
- Диафрагмирование объектива от f/2,8 до f/16.
- Объектив первых выпусков был жёстко сфокусирован на гиперфокальное расстояние 6 метров[7][8]. Более поздние выпуски фокусировались на «бесконечность». Значения глубины резко изображаемого пространства определяются по таблице.

| Значение диафрагмы | Пределы глубины резкости, м. |
| 2,8                | от 5,5 до ∞                  |
| 4                  | от 3,9 до ∞                  |
| 5,6                | от 2,9 до ∞                  |
| 8                  | от 2 до ∞                    |
| 11                 | от 1,5 до ∞                  |
| 16                 | от 1 до ∞                    |

- Выдержки затвора — 1/30, 1/60, 1/125 сек, а также можно получить более короткую выдержку, равную приблизительно 1/250 сек.
- Видоискатель оптический с увеличением 0,4×, угловое поле зрения — 110×44°. Видоискатель съёмный, устанавливается в обойму на передней панели камеры. Размеры обоймы аналогичны обойме для крепления фотовспышки.
- В поле зрения видоискателя виден вмонтированный уровень для строго горизонтальной установки камеры[9].
- Резьба штативного гнезда 1/4 дюйма.
- Аппарат комплектуется рукояткой для съёмки без штатива.

## Поздние модели
В 1989 году была выпущена модернизированная панорамная фотокамера — «Горизонт-202», затем были созданы: среднеформатный «Горизонт-205» (серийный выпуск с 2000 года), малоформатный «Горизонт-S3» (он же «Горизонт-203») и его модификации, отличающиеся количеством выдержек («Горизонт-компакт»).
Фотоаппарты «Горизонт» моделей 202 и 205 были представлены на мировом рынке через дистрибьютеров — итальянскую фирму «Silvestri» и носили другое имя: «PAN». Наряду с оригинальным фотоаппаратом «Horizon-202», фирма «Silvestri» продавала тот же фотоаппарат, немного другого оформления, но под именем «PAN-35».
В сентябре 2010 года на выставке «Photokina» в Кёльне, Красногорский завод совместно с итальянской фототехнической фирмой «Silvestri» представил цифровой трёхобъективный панорамный фотоаппарат «Horizon-D-L3».